# Magazine féminin (émission de télévision)
 (juin 2020).
Si vous disposez d'ouvrages ou d'articles de référence ou si vous connaissez des sites web de qualité traitant du thème abordé ici, merci de compléter l'article en donnant les références utiles à sa vérifiabilité et en les liant à la section « Notes et références ».
Magazine féminin était un magazine télévisé féminin français, réalisé par Aimé Chabrerie, animé par Maïté Célérier de Sannois et diffusé sur RTF Télévision puis sur la première chaîne de l'ORTF du 3 mai 1952 au 2 février 1970.

## Histoire
Le 3 mai 1952, Pour vous Madame change de nom pour devenir Magazine féminin diffusé de façon hebdomadaire. L'émission s'arrête le 2 février 1970.

## Principe de l'émission
L'émission traite de couture et de cuisine à destination des ménagères, sur le mode de la discussion illustrée d'images.